# Altlichtenwarth
Altlichtenwarth è un comune austriaco di 764 abitanti nel distretto di Mistelbach, in Bassa Austria.